# Curry de tête de poisson

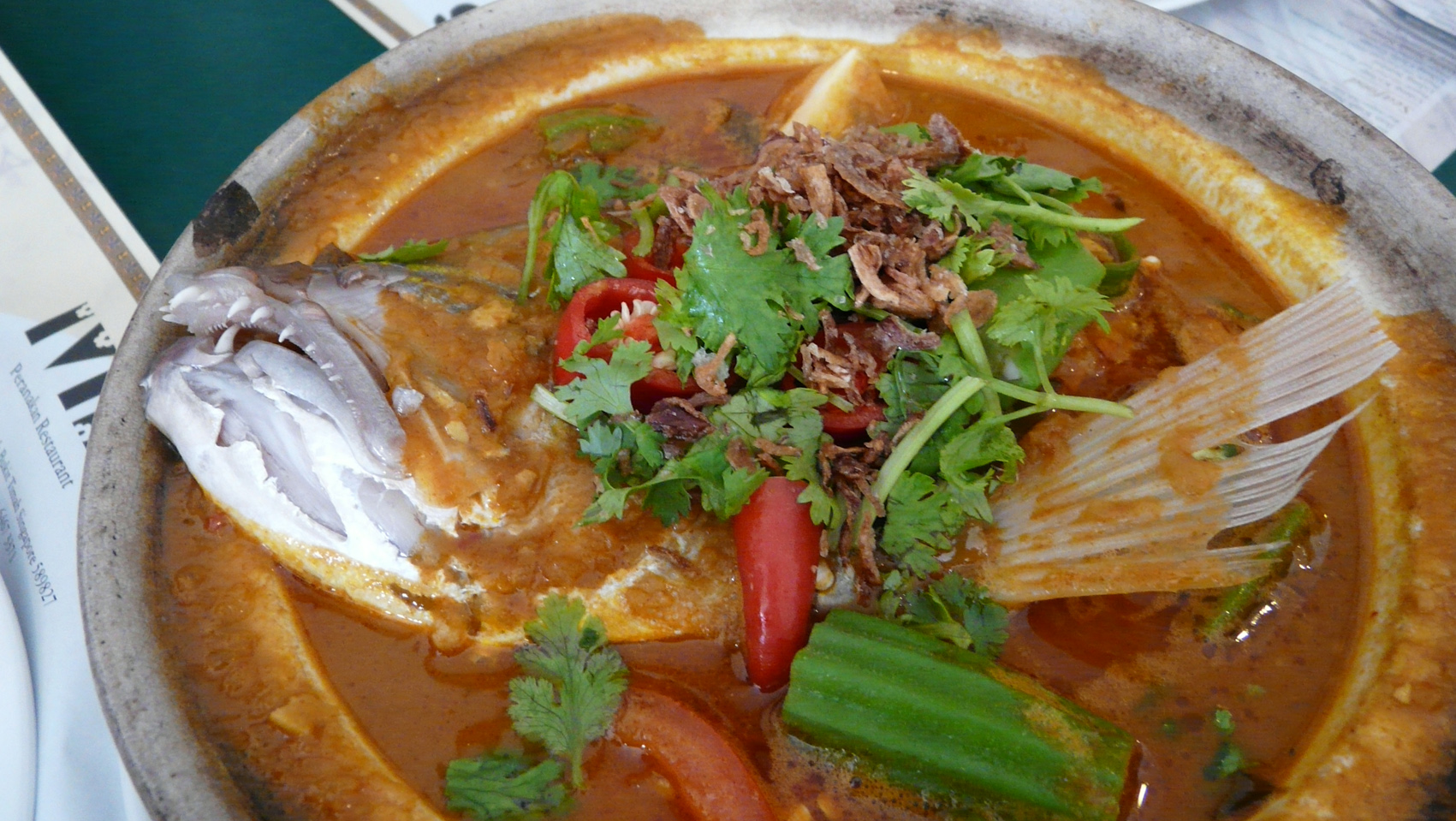
Version nyonya

Le curry de tête de poisson est un plat de la cuisine malaisienne et singapourienne aux origines chinoises et indiennes. La tête d'un vivaneau est bouillie dans un curry avec des légumes tels que le gombo ou l'aubergine. Il est généralement servi avec du riz ou du pain.

## Histoire
Le curry de tête de poisson, ou muri ghanto est un élément essentiel de la cuisine bengali, où le rohu est surtout utilisé pour ce plat. C'est un plat de nombreuses festivités, comme Bhai Phota, Aiburo Bhaat et Saadh. Le plat est préparé de telle sorte que le riz n'est pas totalement cuit, ce qui lui donne une texture plus granuleuse.
Ce plat est très populaire en Malaisie et à Singapour, bien que ce ne soit pas le plus accessible en termes de prix.
A Mithila (Inde), Odisha et dans le Bengale, un curry de tête de poisson très populaire utilise des haricots dans un jus épais et épicé et du rohu comme poisson.